# Więzadło łonowo-udowe

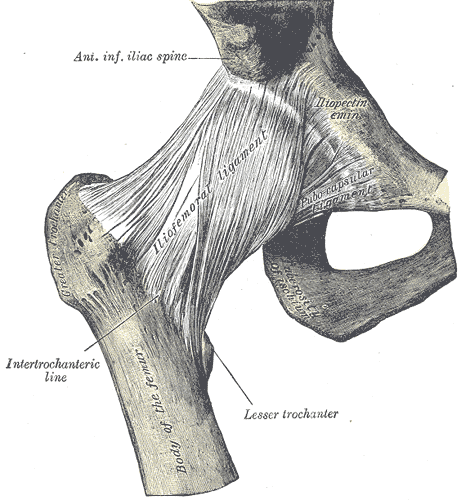
Prawy staw biodrowy widziany od przodu. Więzadło łonowo-udowe (pubocapsular ligament na grafice) znajduje się po prawej stronie w środkowej części.

Więzadło łonowo-udowe, więzadło łonowo-torebkowe (łac. ligamentum pubofemorale, ligamentum pubocapsulare) – w anatomii człowieka jedno z więzadeł stawu biodrowego znajdujące się na jego przyśrodkowo-dolnej powierzchni.
Swój początek bierze na trzonie i górnej gałęzi kości łonowej. Część włókien dochodzi do górnego brzegu krętarza mniejszego kości udowej. Pozostałe łączą się z włóknami warstwy okrężnej.
Jego funkcją jest ograniczanie odwodzenia uda.